# Bibbia di Cava

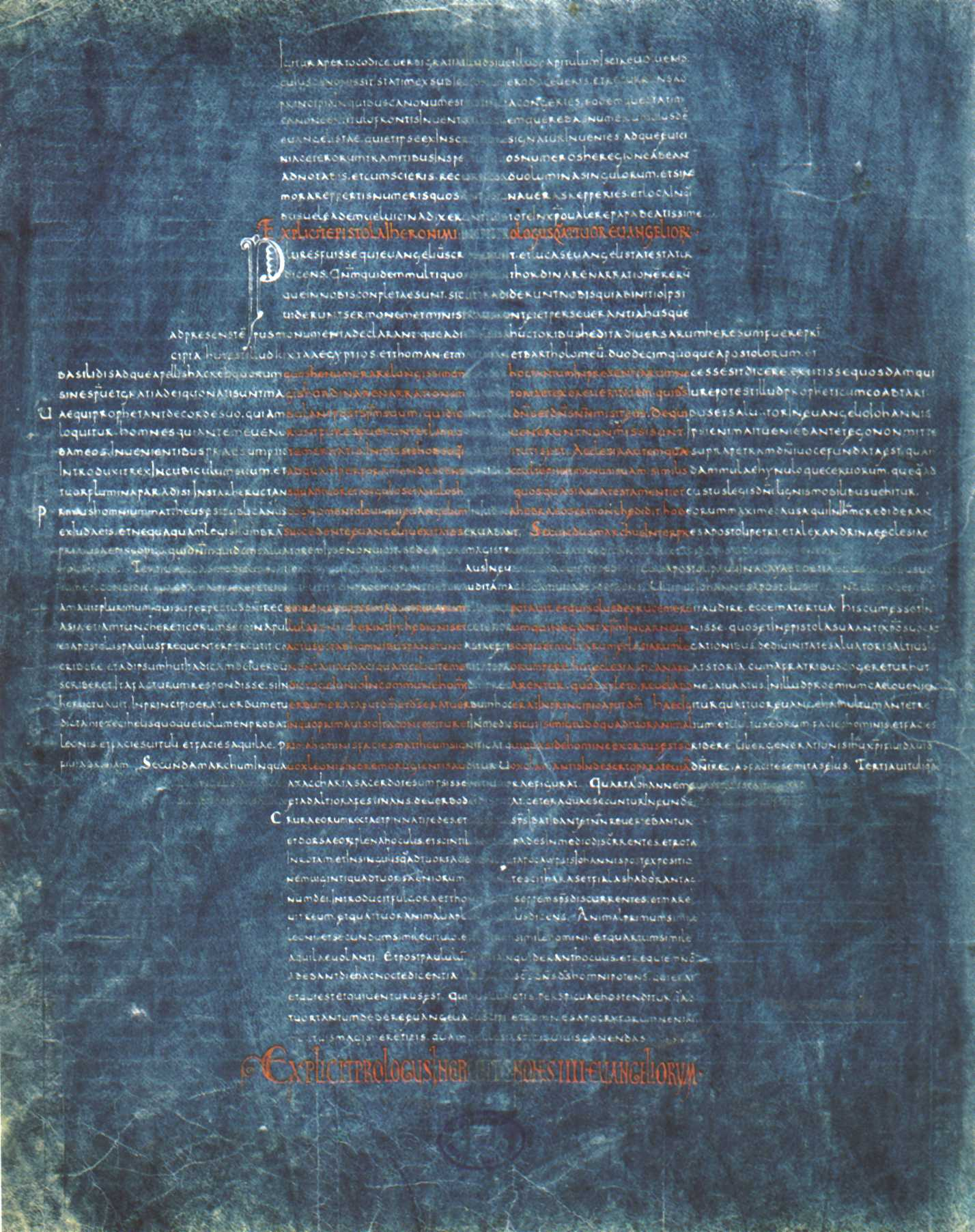
Folio 220v della Bibbia di Cava

La Bibbia di Cava o Codex Cavensis  (Cava de' Tirreni, Biblioteca statale del Monumento Nazionale Badia di Cava, Ms. memb. I) è una Bibbia miniata, in lingua latina, IX secolo, prodotta in Spagna, probabilmente nel Regno delle Asturie durante il regno di Alfonso II. Il manoscritto è conservato presso l'Abbazia territoriale della Santissima Trinità di Cava de' Tirreni, nei pressi di Cava de' Tirreni in Campania, e contiene 330 "folia" di pergamena che misurano 320 x 260 millimetri.

## Origine
La Bibbia è stata firmata sul "folio" 166v da uno scriba di nome Danila. L'ubicazione dello scriptorium in cui Danila lavorò non è nota. Tuttavia la mano, le variazioni testuali e l'ortografia indicano che il manoscritto venne prodotto in Spagna, all'inizio del IX secolo. È improbabile che un manoscritto così lussuoso possa essere stato prodotto nelle aree controllate dai musulmani della penisola iberica. Questo fa delle Asturie, che era il più grande regno cristiano dell'epoca, l'origine più probabile del codice. Un'ulteriore prova di un'origine asturiana è fornita dalla decorazione del manoscritto. La Croce, che compare in quattro punti della Bibbia di Cava, è l'unica decorazione esplicitamente cristiana del manoscritto. Sebbene la forma delle croci nella Bibbia di Cava non appaia in altre opere d'arte asturiane sopravvissute, la croce venne enfatizzata nell'arte devozionale asturiana. Ad esempio, sia Alfonso II sia Alfonso III commissionarono croci d'oro, come la Croce della Vittoria  e la Croce degli Angeli. La "Croce della Resurrezione" era una caratteristica importante dei murali della Chiesa di San Julián de los Prados, vicino a Oviedo, nelle Asturie.

## Decorazione

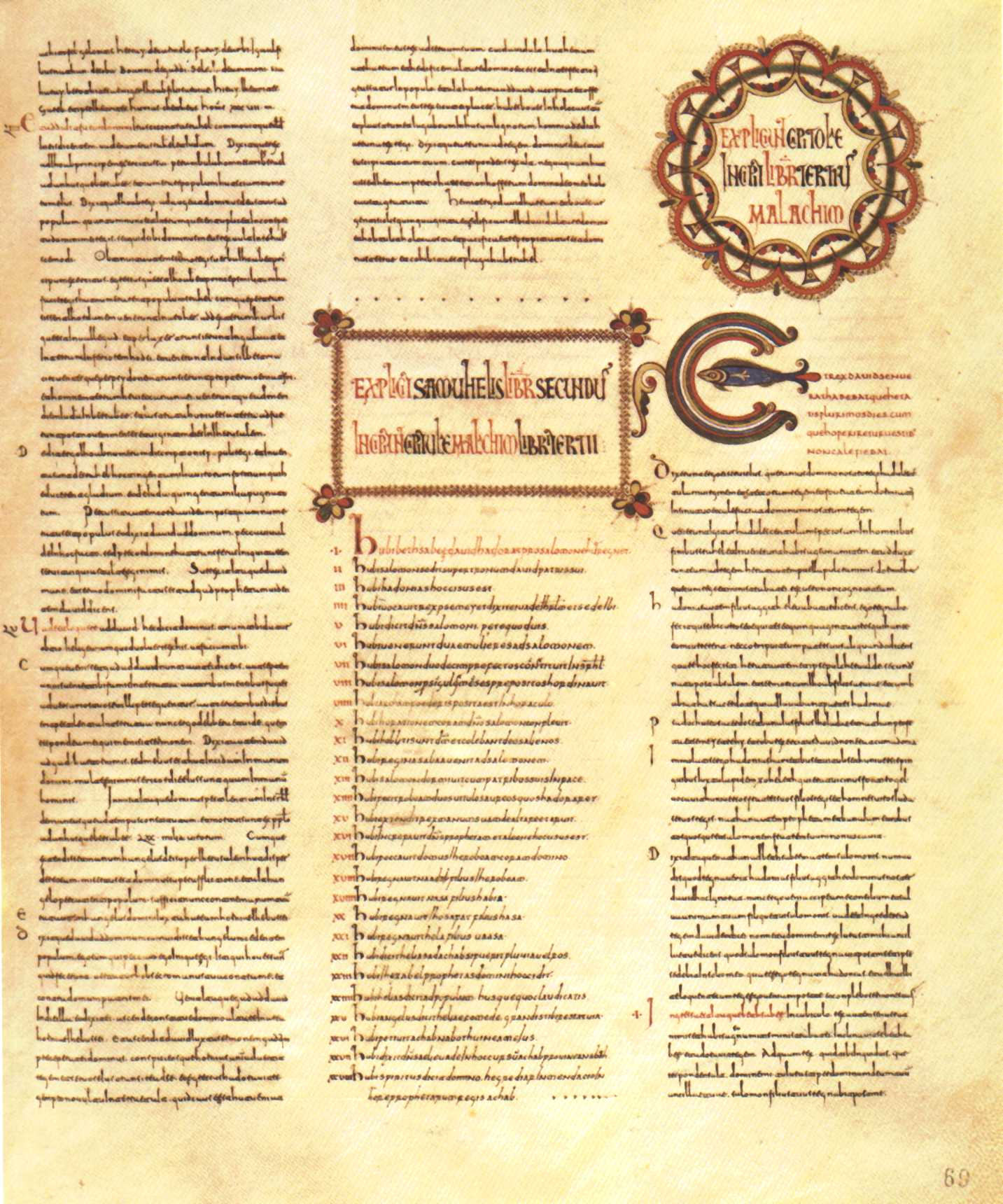
Folio 69r della Bibbia di Cava

La decorazione della Bibbia di Cava è limitata alle quattro croci sopra menzionate, cornici che circondano "explicit" e titoli e capolettera. Ci sono due Croci lineari, disegnate al compasso, una che funge da frontespizio al verso del folio 1, e l'altra nell'introduzione ai libri profetici al recto del folio 143. Sul verso del folio 100 la cornice del titolo per i Salmi è in forma di croce. Il testo del verso del foglio 220, che contiene le prefazioni di Girolamo usate per introdurre il Nuovo Testamento, è scritto a forma di croce. Questo testo è scritto con inchiostro rosso, bianco e giallo su un foglio a fondo blu. C'è un altro foglio a fondo blu e tre fogli a fondo viola in questo manoscritto. Le cornici che circondano gli "explicit" e i titoli sono simili nella forma alle cornici trovate nei primi libri miniati medievali. Tuttavia, Danila sfruttò tonalità di colore brillanti e contrastanti che non si trovano nei manoscritti precedenti. Le iniziali decorate includono tipi iniziali comunemente associati alla miniatura merovingia. Tuttavia iniziali simili si trovano anche nei manoscritti visigoti. Altro esempio di manoscrito a fondo blu è il Corano blu.
È probabile che Danila abbia copiato questo manoscritto da un esemplare visigoto precedente, ora perduto. Il titolo, le cornici e gli "explicit" sono simili a quelli trovati nei primi manoscritti e le pagine scritte con inchiostri colorati sono legate a manoscritti tardoantichi scritti in oro e argento su pergamena tinta di porpora, come i Vangeli di Rossano. Tuttavia l'uso del colore da parte di Danila probabilmente non era presente nel manoscritto originale e anticipa l'uso del colore nei successivi manoscritti spagnoli.
Sebbene Danila potesse essere a conoscenza delle iniziali merovingie, è altrettanto probabile che le sue iniziali condividano in comune i modelli delle iniziali merovingie. Il manoscritto non fornisce alcuna indicazione che Danila possa essere stato influenzato dalle miniature carolingie contemporanee. Tuttavia, le Bibbie carolinge prodotte sotto il patrocinio di Teodulfo d'Orleans, che aveva genitori visigoti, hanno un testo e un'organizzazione simili a quelli trovati nella Bibbia di Cava, qualcosa che non si trova in altri manoscritti carolingi simili.

## Testo
È uno dei due più importanti rappresentanti del tipo spagnolo di testo Vulgato, e nell'Antico Testamento presenta un testo ritenuto derivato da esemplari italiani molto antichi. Nella Vulgata di Stoccarda la Bibbia di Cava si affianca al Codex Amiatinus come prima testimonianza di quasi tutti i libri dell'Antico Testamento. Il testo dei Vangeli mostra segni di revisione, essendo mescolato con elementi latini antichi. Il manoscritto contiene il Comma Johanneum con i testimoni terreni che precedono i testimoni celesti.